# Azar Shiva

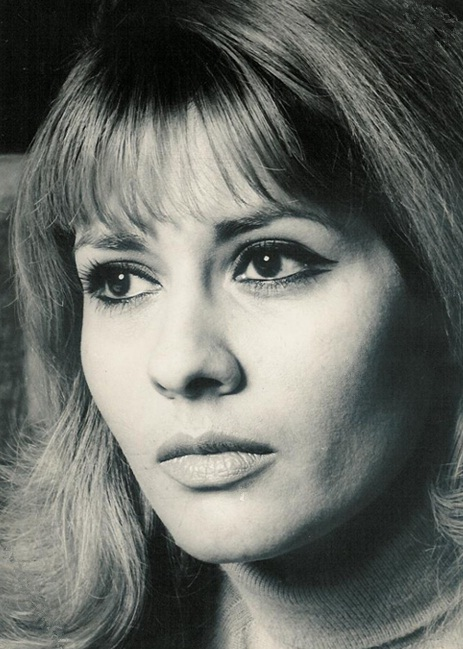
Azar Shiva (1968 oder 1969)

Azar Shiva (persisch آذر شیوا; * 1940 in Teheran) ist eine iranische Schauspielerin und Synchronsprecherin.

## Leben
Nach Abschluss ihrer Schulausbildung begann Shiva ihre Karriere in der Unterhaltungsindustrie, indem sie Filme und Fernsehsendungen synchronisierte. 1961 gab sie ihr Schauspieldebüt in Majid Mohsenis Film Das Lied des Dorfes. Im Laufe des nächsten Jahrzehnts spielte sie in einundzwanzig iranischen Filmen und arbeitete mit Schauspielern wie Mohammad Ali Fardin, Naser Malek-Motiei, Reza Beyk Imanverdi und Behrouz Vosoughi zusammen.
1971 zog sich Azar Shiva aus Protest gegen den Zustand des iranischen Kinos vom Schauspiel zurück. Sie war der Meinung, dass die Branche korrupt geworden war und minderwertige Filme produzierte.
Um gegen ihre Marginalisierung unter solchen Bedingungen zu protestieren, verkaufte sie eine Zeit lang Kaugummis vor der Universität Teheran.